# Nothoceros endiviaefolius
Nothoceros endiviaefolius là một loài rêu trong họ Anthocerotaceae. Loài này được Mont. J. Haseg. ex J. C. Villarreal, Hässel de Menéndez & N. Salazar mô tả khoa học đầu tiên năm 2007.